# Platycynorta depressa
Platycynorta depressa is een hooiwagen uit de familie Cosmetidae.